# Giovanni Battista Breda
Giovanni Battista Breda (21 de julio de 1931-13 de julio de 1992) fue un deportista italiano que compitió en esgrima, especialista en la modalidad de espada. Participó en tres Juegos Olímpicos de Verano entre los años 1960 y 1968, obteniendo una medalla de plata en Tokio 1964 en la prueba por equipos.

## Palmarés internacional
| Juegos Olímpicos | Juegos Olímpicos | Juegos Olímpicos | Juegos Olímpicos   |
| Año              | Lugar            | Medalla          | Prueba             |
| ---------------- | ---------------- | ---------------- | ------------------ |
| 1964             | Tokio (Japón)    | Medalla de plata | Espada por equipos |